# Боровкова, Наталья Леонидовна
Наталья Леонидовна Боровкова (род. 29 апреля 1949, Балтийск, СССР) — советская и российская актриса театра и кино, Заслуженная артистка РСФСР (1985).

## Биография
Родилась 29 апреля 1949 года в Балтийске.
В 1972 году окончила ЛГИТМиК (курс З. Корогодского) и сразу же была принята на работу в Театр юных зрителей, в спектаклях которого была занята, ещё будучи студенткой. За тридцать лет сыграла на этой сцене более 50 ролей, в том числе в таких знаменитых спектаклях как «Наш цирк», «Наш, только наш», «Наш Чуковский», «Месс Менд», «Конёк-Горбунок», «Борис Годунов», «Открытый урок», «На два голоса», «Глоток свободы», «Нетерпение». Наталья Боровкова — одна из ведущих актрис труппы.
Творческая жизнь Боровковой связана и с другими театрами Санкт-Петербурга.
Одна из её любимых работ — роль в спектакле «Папа! Бедный, бедный папа! Ты не вылезешь из шкапа! Ты повешен нашей мамой между платьем и пижамой», поставленном И. Селиным в «Приюте комедианта».

### Семья
Муж — советский и российский актёр Николай Лавров (1944—2000).
Сын — Фёдор Лавров, актёр.

## Награды и премии
- Заслуженная артистка РСФСР (1985)
- Благодарность Законодательного Собрания Санкт-Петербурга (20.02.2002)[3]
- Лауреат высшей театральной премии Санкт-Петербурга «Золотой софит» в номинации «Лучшая женская роль второго плана» за роль Мирской в спектакле «Учитель ритмики» (2003)[4]
- Медаль ордена «За заслуги перед Отечеством» II степени (18.11.2004)[5]
- Почетный диплом Законодательного собрания Санкт-Петербурга (08.04.2009)[6]
- Благодарность Президента Российской Федерации (23.05.2013)[7]
- Знак отличия «За заслуги перед Санкт-Петербургом» (21.05.2024)[8]

## Творчество

### Фильмография
1. 1973 — Заячий заповедник
2. 1981 — Грибной дождь
3. 1989 — Кончина — Ольга Максимовна
4. 1991 — Без правосудия
5. 2001 — Начальник каруселей — Ольга Максимовна
6. 2001 — Убойная сила 3 — Наталья Леонидовна Каратаева ( серия «Предел прочности»)
7. 2001 — Чёрный ворон — медсестра
8. 2002 — Агентство "Золотая пуля" — заведующая архивным отделом
9. 2003 — Не ссорьтесь, девочки! — Овчарка
10. 2007 — Улицы разбитых фонарей-8 — Светлана Кулешова ( серия «Брачные узы»)
11. 2007 — Щастье — Светлана Кулешова
12. 2012 — Тайны следствия-12 — Уральская
13. 2023 — Цербер — старушка у Нелетова